# Jurij Vasiljevič Bondarev
Jurij Vasiljevič Bondarev (rusky Юрий Васильевич Бондарев; 15. března 1924, Orsk – 29. března 2020, Moskva) byl ruský sovětský spisovatel, představitel ruské válečné prózy.

## Život
Narodil se v Orsku v Orenburská oblasti v rodině úředníka. Od roku 1931 žil v Moskvě. Za druhé světové války byl evakuován do Taškentu a po základním výcviku odešel na frontu. Sloužil jako velitel dělostřelecké od baterie od Stalingradu až po Duklu. Roku 1944 vstoupil do komunistické strany.
Po skončení války studoval v letech 1946–1951 na Literárním institutu Maxima Gorkého v Moskvě. Debutoval roku 1949 povídkou В пути (Na cestě) otištěnou v časopise Смена (Směna). Nejprve psal povídky a novely, později především romány. Jeho vypravěčský talent se plně rozvinul v druhé polovině padesátých a na počátku šedesátých let, když si za téma svých děl vybral pravdivé vylíčení války a poválečného života v éře stalinismu. Poté, co si zvolil kariéru literárního funkcionáře, dostávají ale jeho práce silně oficiální ráz.
Od roku 1967 byl členem předsednictva Svazu sovětských spisovatelů, od roku 1971 jedním z jeho vedoucích tajemníků. Roku 1981 byl delegátem 26. sjezdu Komunistické strany Sovětského svazu. Od roku 1971 byl zástupcem předsedy Svazu spisovatelů RSFSR a od roku 1990 do roku 1994 předsedou Svazu spisovatelů Ruska. V době perestrojky zaujal reakční stanovisko a rovněž ideologicky podporoval srpnový puč v Sovětském svazu v roce 1991. To vše mu vyneslo ostrou kritiku tehdejších demokratických sil.
Bondarev je výrazným představitelem ruské válečné prózy. Jeho pohled na válku je pohledem prostého vojáka. Přinesl drsný pohled na válku, na každodenní frontový život s jeho lidskými tragédiemi. Proti falešnému heroizování postavil tzv. „zákopovou pravdu“. Druhým závažným tématem jeho knih je kritický pohled na éru pozdního stalinismu.

## Dílo

### Sbírky povídek
- На большой реке (1953, Na veliké řece).
- Незабываемое (1954, Nezapomenutelní).
- Трудная ночь (1959, Těžká noc).
- Поздним вечером (1962, Pozdě večer).
- Мгновения (1977, Okamžiky), sbírka miniaturních lyrických a filozofických povídek.

### Romány a novely
- Юность командиров (1956, Mládí velitelů), česky též v úpravě pro mládež jako Ještě neumlkla děla, novela vyprávějící o přátelství a láskách mladých poddůstojníků v prostředí dělostřeleckého učiliště, kam byli odveleni po válečných zážitcích na frontě.
- Батальоны просят огня (1957, Prapory žádají palbu), román z doby Velké vlastenecké války zobrazující tragický osud praporu, který byl zbytečně obětován, když další jednotky přecházely Dněpr.
- Последние залпы (1959, Poslední salvy), román líčící příběh dělostřelecké baterie na československo-polské hranici za Slovenského národního povstání jehož hrdiny jsou mladí sovětští muži – téměř ještě chlapci.
- Тишина (1962, Ticho), jedno z nejvýznamnějších děl týkajících se temných stránek života v Sovětském svazu v období stalinismu vypráví příběh bývalého frontového důstojníka, jehož otec se stal obětí zvůle systému a byl zatčen. On sám vyloučen ze školy a musel odjet do Kazachstánu pracovat na stavbě.
- Двое (1964, Dva), pokračování románu Ticho opět postihující temnou atmosféru období stalinismu.
- Родственники (1969, Příbuzní), dramatická novela líčící příběh lidské zrady a odplaty, která vyplývá z krutého střetání lidských charakterů.
- Горячий снег (1969, Hořící sníh), románová epopej odehrávající se v rozhodujících okamžicích Bitvy u Stalingradu během vypjatých tří dnů a tří nocí. Příběh v sobě spojuje mikrosvět vojáka s makrosvětem historické události.
- Берег (1975, Břeh), na pozadí neočekávaného setkání hrdiny románu spisovatele Nikitina s jeho první láskou v Hamburku vytváří autor široký obraz celé epochy s jejími naléhavými filozofickými, sociálními i morálními problémy.
- Выбор (1980, Volba), román je komponován ve dvou časových rovinách jako střetnutí válečné minulosti se současností. Bývalý důstojník se nečekaně setká s mužem, kterému roku 1943 velel a o němž si myslel že je mrtvý, protože jej vyslal na jistou smrt,
- Игра (1985, Hra), román ze života sovětské inteligence.
- Искушение (1991, Pokušení), román o moderní ruské inteligenci s jejími problémy a vztahem k minulosti i současnosti.
- Непротивление (1996), román odehrávající se v Moskvě v prvním roce po skončení války. Autor zde ukazuje Moskvu tmavých zakouřených výčepů, kde voják, vracející se z fronty, propadá alkoholu, protože vlastně neví, jak nyní žít. Nakonec se dostane do pochybné společnosti a zúčastní se útoku na jiný gang, při kterém zabije člověka.
- Бермудский треугольник (1999, Bermudský trojúhelník), román s kriminální zápletkou popisující dramatické události v Rusku v postsovětském období na začátku roku 1993.
- Без милосердия (2004, Bez slitování), román odehrávající se v Rusku po rozpadu Sovětského svazu s tématem boje proti zlu.

### Publicistika
- Стиль и слово (1965, Styl a slovo).
- Взгляд в биографию (1971, Pohled do životopisu).
- Литература – народу (1974).
- Поиск истины (1976, Hledání pravdy), eseje.
- Человек несет в себе мир (1980, Člověk nese v sobě svět).
- Хранители ценностей (1987, Ochránci hodnot).
- Диалоги о формулах и красоте (1990, Dialogy o vzorcích a kráse).

### Filmové scénáře
- 49 дней (1962, 49 dní), spoluautor scénáře k ruskému sovětskému filmu režiséra Genricha Gabaje o čtyřech mladých vojácích, kteří stráví 49 dnů ve člunu na otevřeném moři.
- Освобождение (1968–1971, Osvobození), spoluautor scénáře k pětidílné sovětské filmové epopeji režiséra Jurije Ozerova o Velké vlastenecké válce.
- Трагедия века (1993, Tragédie století), spoluautor scénáře k ruskému televiznímu seriálu režiséra Jurije Ozerova o Velké vlastenecké válce.

## Filmové adaptace
- Последние залпы (1960, Poslední salvy), ruský sovětský film, režie Leon Saakov.
- Тишина (1963, Ticho), ruský sovětský film, režie Vladimir Basov.
- Горячий снег (1972, Hořící sníh), ruský sovětský film, režie Gavriil Jegiazarov.
- Простите нас! (1979, Odpusťte nám), ázerbájdžánský rusky mluvený sovětský film podle stejnojmenné autorovy povídky z roku 1954, režie Arif Babajev
- Вот опять окно… (1982), ruský sovětský povídkový film, jedna z jeho tří částí byla natočena podle Bondarevovy povídky Простите нас!, režie Lev Cuculkovskij.
- Берег (1983, Břeh), ruský sovětský film, režie Alexandr Alov a Vladimir Naumov.
- Батальоны просят огня (1985, Prapory žádají palbu), ruský sovětský čtyřdílný televizní film, režie Vladimir Čebotarjov a Alexandr Bogoljubov
- Выбор (1987, Volba), ruský sovětský film, režie Vladimir Naumov.
- Тишина (1992, Ticho), ruský televizní seriál, režie Olgerd Voroncov.

## Vyznamenání
Za svou práci obdržel Bondarev celou řadu vyznamenání a ocenění:
- Leninův řád – dvakrát,
- Medaile za odvahu – dvakrát,
- Medaile Za obranu Stalingradu
- Medaile Za vítězství nad Německem
- Řád Vlastenecké války,
- Řád Říjnové revoluce,
- Řád Rudého praporu práce,
- Leninova cena udělená roku 1972 za scénář k filmu Osvobození,
- Zlatá medaile Alexandra Fadějeva (1973),
- Státní cena SSSR – 2x, roku 1977 za román Břeh a roku 1983 za román Volba.
- Hrdina socialistické práce (1984),
- Řád přátelství mezi národy (1994),
- Čestný občan hrdinského město Volgograd (2004).

## Česká vydání
- Prapory žádají palbu, Naše vojsko, Praha 1960, přeložil Vojtěch Gaja, znovu 1962.
- Poslední salvy, Svět sovětů, Praha 1961, přeložil Jaroslav Piskáček, znovu Naše vojsko, Praha 1962.
- Ticho, Mladá fronta, Praha 1963, přeložil Jaroslav Piskáček, znovu SNKLU, Praha 1964.
- Mládí velitelů, Naše vojsko, Praha 1963, přeložil Jaroslav Piskáček.
- Dva, Mladá fronta, Praha 1965, přeložil Jaroslav Piskáček.
- Příbuzní, Mladá fronta, Praha 1971, přeložil Jaroslav Piskáček.
- Hořící sníh, Naše vojsko, Praha 1971, přeložil Jaroslav Piskáček, znovu 1973 a Odeon, Praha 1976.
- Ještě neumlkla děla, Albatros, Praha 1977, přeložil Jaroslav Piskáček.
- Břeh, Československý spisovatel, Praha 1977, přeložil Jaroslav Piskáček.
- Volba, Československý spisovatel, Praha 1983, přeložil Jaroslav Piskáček.
- Okamžiky, Naše vojsko, Praha 1983, přeložila Květuše Nováková.
- Hledání pravdy, Mladá fronta, Praha 1986, přeložil Ctirad Kučera.
- Hra, Lidové nakladatelství, Praha 1987, přeložil Jaroslav Piskáček.